# Kralupy nad Vltavou
Kralupy nad Vltavou (deutsch Kralup an der Moldau) ist eine Stadt in Tschechien. Sie liegt an der Einmündung des Zákolanský potok in die Moldau, 20 km nordwestlich von Prag in der Mittelböhmischen Region (Středočeský kraj).
Auf der relativ kleinen Fläche befinden sich viele Wälder, Felsen und Wasserflächen. Die Stadt selbst ist eine Industriestadt mit Lebensmittelindustrie und einer Erdölraffinerie. Bis zur Mitte des 19. Jahrhunderts war es ein bedeutungsloses Dorf. Erst durch den Bau der Eisenbahnstrecken in den Jahren 1850–1852 und die Industrialisierung gewann es an Bedeutung. 1902 erfolgte die Erhebung zur Stadt.

## Geschichte
Urkundlich wurde die Stadt erstmals 1253 erwähnt. Der Name ist von der früheren Tätigkeit der Einwohner abgeleitet, die Baumrinde schälten. Hinweis auf diese Bewohner sind bereits 993 in Urkunden des Klosters von Břevnov zu finden. Bohuslava von Černuc, die Witwe des Sulislav Zvěst von Pnětluky schenkte die Güter Černuc und Kralup im Jahre 1237 dem Prager Spital des hl. Franziskus an der Brücke der Kreuzherren mit dem Roten Stern. 1253 bestätigte Wenzel I. die Eigentumsverhältnisse des Spitals des Heiligen Franziskus in Prag, später Orden der Kreuzherren mit dem Roten Stern. Diesem Orden schenkte er auch das Dorf Kralup, das er von den Erben des Unterkämmerers der Königin Konstanze von Ungarn konfisziert hatte. Diese soll sich der Erblasser zuvor mit Gewalt angeeignet haben. Der Orden baute im Ort eine Mühle und Festung. Gleichzeitig verschuldete er sich und musste das Dorf dem Prager Erzbistum und Meißner Bistum verpfänden. 1377 kaufte der Orden das Dorf für 230 Schock Groschen wieder zurück. 1407 verkauften die Kreuzherren das Dorf für 350 Groschen an Johann von Weilburg, dem Schreiber der Prager Altstadt. 1421 verjagten Hussiten den neuen Herren aus Böhmen, und Kralup wurde Eigentum Prager Bürger. 1429 verlieh er es zur freien Nutzung an Johann von Katschitz. Nach den Hussitenkriegen kam die Festung wieder an die Kreuzherren zurück, die sie jedoch nicht weiter bewohnten. 1619 beschlagnahmten aufständischen böhmischen Stände die Ländereien und überließen sie Wilhelm dem Älteren Popel von Lobkowicz. Nach der Schlacht am Weißen Berg kam es jedoch wieder in die Hände des Ordens, der es bis zur Auflösung des Jochs 1848 hielt. Über sechs Jahrhunderte war Kralup Eigentum des Hofes Tursko der Kreuzherren, denen auch Vrbno und Dolany gehörten.
Das Dorf blieb von Kriegswirren größtenteils verschont. Lediglich 1741/42 verursachten Sachsen und Franzosen relativ große Schäden. Daneben litt Kralupy neben Epidemien und Missernten, vor allem unter Überschwemmungen. Katastrophal waren vor allem die Hochwasser 1784, 1845 und 1890. Im Jahre 1843 bestand Kralup aus 22 Häusern mit 173 Einwohnern. Im Ort gab es ein Wirtshaus und eine Mühle an Zákolanský potok. Abseits lag ein herrschaftliches Hegerhaus. Pfarrort war Minitz (Minice). Bis zur Mitte des 19. Jahrhunderts blieb das Dorf dem Gut Tursko untertänig.
1851 wurde der Ort an die Eisenbahnstrecke Prag–Dresden der k.k. Nördlichen Staatsbahn angeschlossen. Es folgte eine Erweiterung nach Norden Richtung Turnau. Die Intensivierung der Schifffahrt führte auch zur Regulierung der Moldau ab 1894. Die gute Infrastruktur führte zu Industrieansiedlungen. 1854 entstand ein Schiffsbaubetrieb, 1857 folgte die Chemische Fabrik Adolf Jordan, 1867 eröffnete Familie Karepeles eine Dampfmühle, Ende der 1860er Jahre kamen zwei Zuckerfabriken und 1872 eine Brauerei sowie Schotter- und Ziegelwerke hinzu. 1864 erhielt Kralup ein Wappen, die Bevölkerung wuchs auf über 2000 Einwohner an. Ende des 19. Jahrhunderts kamen weitere Betriebe der Metallverarbeitung und Maschinenbaufirmen hinzu. 1900 lebten im Ort bereits 4722 Einwohner. 1902 wurde Kralup zur Stadt ernannt, ein Jahr davor eröffnete die erste Raffinerie ihre Pforten. 1912 verlegte man das Bezirksgericht und die Bezirkshauptmannschaft hierher. Der Erste Weltkrieg berührte die Stadt kaum, die 1920 elektrifiziert wurde. 1924 folgte eine weitere Regulierung des Flussverlaufs, 1928 überspannte eine Stahlbetonbrücke den Fluss. Während des Zweiten Weltkrieges verloren viele Widerständler gegen die deutsche Besatzungsmacht ihr Leben. 1942 wurde der Bezirk Kladno aufgelöst, und die Stadt Raudnitz angeschlossen. Nach dem Krieg wurde der vorhergehende Zustand wiederhergestellt. Während des Bombardements der chemischen Werke am 22. März 1945 fanden 150 Menschen den Tod, über 1000 Häuser wurden beschädigt oder zerstört.
Nach dem Krieg wurden Internierungslager für Deutsche in Wippermanns Fabrik, im Hof von Mokowitz und auf dem Flugplatz in Lobeček errichtet. Nach 1948 kam es zur Verstaatlichung der gesamten Industrie. Um 1950 zählte die Stadt 9.400 Einwohner, zehn Jahre später stieg ihre Zahl auf 11.100. 1960 verlor die Stadt wiederum den Status der Bezirksstadt, diesmal an Mělník.
Am 22. März 2018 kam es zu einer Explosion in der von Unipetrol betriebenen Raffinerie, bei der sechs Menschen ums Leben kamen. Es handelte sich um das größte Chemieunglück in Tschechien seit 1989.

## Ortsteile

### Lobeč
Lobeč (deutsch: Teutsch Lobetsch) ist eine Siedlung an der Moldau 1070 urkundlich erwähnt wurde, als Vratislav II. die Ländereien dem Kapitel Vyšehrad schenkte. In Händen der Kirche blieb der Ort bis 1524, als ihn Ritter Boryňové ze Lhoty ihrem Gut Minovice anschlossen. Im 17. und 18. Jahrhundert wurden in der Nähe Anlegestellen gebaut, die für hiesige Händler als Umschlagplatz für den Handel mit Sachsen dienten. 1750 bestand die Siedlung aus 15 Häusern, 1848 lebten in 37 Häusern 255 Einwohner. Während des Baus der Bahnstrecke Praha–Děčín kam es zur Zerstörung des ursprünglichen Dorfes. In der darauffolgenden Industrialisierung Mitte des 19. Jahrhunderts fanden die Einwohner Arbeit in hiesiger Zuckerfabrik und der Sommer Maschinenbaufabrik. 1902, als in 180 Häusern 2000 Menschen lebten, wurde das Dorf an Kralup angeschlossen.

### Lobeček
Lobeček wurde erstmals 1390 als Eigentum des Propstes des Domkapitels Hl. Veit erwähnt. Während der Hussitenkriege und in der Zeit danach war die Siedlung fast völlig verlassen. 1546 schloss es Florian Griespek von Griespach seinem Gut Nelahozeves an. Diese Herrschaft, 1623 konfisziert und den Herren von Lobkowitz übereignet, hielten diese bis zur Reformation 1848. Am Ende des Dreißigjährigen Krieges stand im Dorf nur noch ein Hof, 1848 waren es schon 25 Gebäude, in denen 210 Menschen wohnten, 1910 wuchs die Bevölkerung auf 900 an, die in 300 Häusern lebten. 1916 wurde die erste Schule erbaut. 1919 schloss man das Dorf an die Stadt Kralup an.

### Mikovice
Mikovice wurde 1318 erstmals erwähnt. Die Siedlung gehörte zu Beginn kleinem weltlichen Adel, darunter bis 1524 den Rittern Boryňové ze Lhoty. Diese Familie baute es zu ihrem kleinen Zentrum mit einer Festung und Verwaltungsgebäuden aus. Daneben gründeten sie eine Brauerei, legten Weinberge an und züchteten Fasane. 1641 kam es zu einem weiteren Verkauf, diesmal an die Gemeinde Boryně und ab 1669 gehörte es zum Gutsbesitz Zvoleněves der sächsisch-luxemburgischen Herzöge, das später von toskanischen Erzherzögen erworben wurde. Bis Ende des Ersten Weltkrieges hielten es die Habsburger, danach wurden die Besitztümer verstaatlicht. Die Festung ging in den Jahren 1794–1845 unter. Ebenfalls verschwunden sind Spuren der Kohle- und Bleiförderung in der Gegend. Daneben existierten seit der zweiten Hälfte des 19. Jahrhunderts im Dorf einige Ziegelwerke und die keramische Fabrik der Familie Biňov. Das Dorf wurde durch seine Lage an der Handelsstraße von Prag nach Sachsen durch Eroberungskriege jedes Mal schwer mitgenommen. In Mikovice standen zu Beginn des 17. Jahrhunderts 13 Häuser, deren Zahl sich bis 1848 auf 57 erhöhte (531 Einwohner). 1923 zum Zeitpunkt des Anschlusses an Kralup lebten hier 1600 Menschen.

### Minice
Minice wurde mit Änderung der Eigentumsverhältnisse hiesiger Kirche 1352 erstmals urkundlich erwähnt. Die Kirche selbst wurde in den 30er Jahren des 14. Jahrhunderts erbaut und ist eines der ältesten Gebäuden der Region. Von 1530 an gehörte das Dorf zur Herrschaft Míkovice, dann von 1545 bis 1848 zu Nelahozeves. Zu Beginn des 17. Jahrhunderts kamen im Dorf mit 16 Häusern noch eine Pfarrei und Schule, Winzerei und eine Mühle hinzu. Die Schule besuchten damals alle Kinder vom linken Moldauufer. Nach dem Dreißigjährigen Krieg, der dem an der Handelsstraße von Prag nach Sachsen liegendem Dorf viel Leid einbrachte, standen noch 11 Häuser, das Dorf wuchs jedoch stetig. 1770 lebten bereits 280 Menschen in 39 Häusern. Seit dem 18. Jahrhundert entwickelte sich Minice auch wirtschaftlich. Durch seine Lage am Handelsweg, wurden viele Rasthäuser erbaut, daneben förderte man in der Gegend Kohle. Zu Beginn des 20. Jahrhunderts lebten hier 630 und 20 Jahre später bereits 820 Menschen, die in 115 Behausungen lebten. 1960 wurde Minice an Kralup angeschlossen.

### Zeměchy
Zeměchy, 1238 erstmals schriftlich erwähnt, gehörte bis in die Zeit der Hussitenkriege zum Eigentum der Kirche. Seit Beginn des 16. Jahrhunderts gehörte es dem Gut Mikovice. Die hiesige Kirche gab es bereits im Mittelalter, wurde dann später im Barockstil umgebaut, die Schule stammt aus den 60er Jahren des 18. Jahrhunderts Im Ort, der 1986 an Kralup angeschlossen wurde, lebten 1848 271 Einwohner in 34 Häusern.

## Töchter und Söhne der Stadt
- Augustin Novák (1872–1951), 1921 bis 1922 Finanzminister in der Regierung Edvard Beneš
- Jindřich Bišický (1889–1949), österreichischer Kriegsreporter im Ersten Weltkrieg
- Alexander Kerst (1924–2010), österreichischer Schauspieler und Synchronsprecher
- Jaromír Navrátil (* 1963), Fußballspieler

## Partnerstädte
- Banyuls-sur-Mer (Frankreich)
- Hennigsdorf (Deutschland)
- Ikast (Dänemark)
- Komárno (Slowakei)
- Šabac (Serbien)